# 탕정온샘도서관
탕정온샘도서관은 충청남도 아산시에 있는 도서관이다.

## 연혁
- 2016년 11월 30일 개관.

## 이용 안내
이용 시간
휴관일
- 국경일과 정부에서 지정하는 공휴일
- 매주 월요일